# ایزابل سوان
ایزابل سوان (انگلیسی: Isabel Swan; november ۱۸, ۱۹۸۳ (۴۱ سال) – ) قایقران قایق بادبانی اهل برزیل بود.
وی در مسابقات کشوری و بین‌المللی در مجموع برندهٔ ۲ مدال برنز شده‌است.